# Френсіс Ґаррі
Френсіс Ґаррі (англ. Francis Gurry; нар. 17 травня 1951, Австралія) — австралійський правник, 4-й генеральний директор Всесвітньої організації інтелектуальної власності (ВОІВ). Обраний генеральним директором 22 вересня 2008 року, 1 жовтня 2008 року змінив на цій посаді Каміла Ідріса (Судан) (1997-2008). 8 травня 2014 року в Женеві (Швейцарія), держави-члени Всесвітньої організації інтелектуальної власності (ВОІВ) призначили Френсіса Ґаррі генеральним директором Організації на другий шестирічний термін.

## Життєпис
Френсіс Ґаррі здобув диплом правника у 1974 році в Університеті Мельбурна, та доктора філософії у 1980 році в Кембриджському університеті. Викладав юриспруденцію в Мельбурнському університеті.
З 1985 року працює у Всесвітній організації інтелектуальної власності. До складу вищого керівництва ВОІВ він увійшов у 1997 році спочатку як помічник генерального директора, а у 2003 році став заступником генерального директора ВОІВ.
Є автором багатьох публікацій і статей в міжнародних журналах з питань інтелектуальної власності. Одна з публікацій Ґаррі, під назвою «Про порушення конфіденційності», випущена видавництвом «Oxford University Press», та стала популярним навчальним посібником у Великій Британії.
Френсіс Ґаррі володіє англійською та французькою мовами.
Одружений, має трьох дітей.

## Доробок
Книги
- International Intellectual Property in an Integrated World Economy, Wolters Kluwer, New York, 2nd edition 2012 (with Frederick M. Abbott and Thomas Cottier), ISBN 978-0-7355-3958-7; 1st edition 2007, ISBN 978-0-7355-3958-7.
- Breach of Confidence, Oxford University Press, Oxford, 1984, ISBN 0-19-825378-8; second edition Gurry on Breach of Confidence – The Protection of Confidential Information by Tanya Aplin, Lionel Bently, Phillip Johnson, and Simon Malynicz, Oxford University Press, Oxford, 2012, ISBN 978-0199297665.
- International Intellectual Property System: Commentary and Materials, Kluwer Law International, The Hague, 1999 (with Frederick M. Abbott and Thomas Cottier), ISBN 90-411-9322-7.
- Confidential Information, Oxford University Press, Oxford, 1981.

Публікації
- "The Cambrian Explosion", International Review of Intellectual Property and Competition Law, vol. 38, no. 3 (2007), pp. 255–258.
- "Globalization, Intellectual Property and Development", Proceedings of the American Society of International Law, 2005.
- "The Growing Complexity of International Policy in Intellectual Property", Science and Engineering Ethics, vol. 11, no. 1 (2005), pp. 13–20.
- "The Dispute Resolution Services of the World Intellectual Property Organization", Journal of International Economic Law, vol. 2, no. 2 (1999), pp. 385—398.
- "The Evolution of Technology and Markets and the Management of Intellectual Property Rights", in Frederick M. Abbott and David Gerber (eds.) Public Policy and Global Technology Integration, (Kluwer Law International, London, 1997), ISBN 90-411-0655-3.
- "Arbitrage et propriété intellectuelle", in Institut de recherche en propriété intellectuelle Arbitrage et propriété intellectuelle (Libraires Techniques, Paris, 1994), ISBN 2-7111-2383-9.